# Upstairs at Eric's
Upstairs at Eric's è il primo album discografico del gruppo britannico Yazoo, pubblicato il 20 agosto 1982 per l'etichetta Mute Records. L'album contiene i singoli Don't Go e Only You.

## Descrizione
Sull'onda del successo del loro singolo di debutto, Only You, Vince Clarke e Alison Moyet decisero di registrare in tempi stretti il loro primo album per sfruttare il momento favorevole. All'epoca, l'unica esperienza di registrazione di Clarke era stata nei Blackwing Studios, dove aveva partecipato alla realizzazione dell'album di esordio dei Depeche Mode, Speak & Spell, per cui il duo si recò lì per l'incisione. Quando arrivarono ai Blackwing Studios, però, scoprirono che non solo Daniel Miller di Mute Records non era disponibile a produrre l'album ma anche che gli studi principali erano già stati prenotati in orario diurno da Fad Gadget, anche lui sotto contratto con la Mute. Clarke e Moyet furono quindi costretti a registrare l'album in sessioni molto mattiniere (dalle 5 alle 11), coadiuvati dal proprietario degli studi, Eric Radcliffe, che fece da supervisore tecnico.
In occasione del trentesimo anniversario della pubblicazione dell'album, Vince Clarke dichiarò alla rivista The Quietus che non c'era una vera pianificazione nella produzione dell'album:
(Vince Clarke a The Quietus)
Alison Moyet invece spiegò che il brano Goodbye 70's era stato ispirato dalla sua delusione nei confronti della scena punk alla fine degli anni Settanta, dichiarando:
(Alison Moyet)

## Accoglienza
| Recensione                    | Giudizio |
| ----------------------------- | -------- |
| AllMusic                      |          |
| Encyclopedia of Popular Music |          |
| The Philadelphia Inquirer     |          |
| Rolling Stone                 |          |
| Smash Hits                    |          |
| The Village Voice             | B+       |

Melody Maker ha elogiato Upstairs at Eric's definendolo "un album di ricca e oscura passione, che seppellisce definitivamente la trita e ritrita solfa che la musica elettronica e i sintetizzatori non produrranno mai qualcosa di buono perché sul frontale non hanno un tasto "emozioni".
Ian Cranna ha scritto su Smash Hits: "I singoli e tutti gli altri brani sono semplicemente brillanti, una meravigliosa miscela tra i superbi arrangiamenti synth-pop di Vince [Clarke] (il suo grande punto di forza) e la voce gloriosa di Alf [Alison Moyet] (il suo grande punto di forza)".
Lynn Hanna su NME è stata più critica ritenendo Upstairs at Eric's "un LP realizzato per tentativi, che mostra tutti i segni di una collaborazione che è ancora a uno stadio di promessa iniziale. La scrittura è suddivisa quasi equamente tra i due interpreti e nei punti migliori ognuno funziona come eccellente contrappunto per l'altro. Questo LP però parla un po' troppo spesso di due passati disperati che non di un nuovo Yazoo che si affaccia sul futuro".
Ken Tucker del Philadelphia Inquirer ha valutato l'album con una sola stella su cinque, definendo gli Yaz "fan della monotonia della voce dura" e affermando che il gruppo era "più che mai pretenzioso, volendo passare il Padre nostro nei [loro] ritmi al sintetizzatore".
In una recensione retrospettiva, David Jeffries di AllMusic ha messo a confronto l'album di debutto degli Yazoo con quello dei Depeche Mode dell'anno precedente, dichiarando: "Se da un lato Speak and Spell è di gran lunga il disco più coerente, Upstairs at Eric's è totalmente più soddisfacente, superando il disco dei Depeche in sostanza e ambizione e standogli davanti anni luce dal punto di vista dell'emozione... I brani sperimentali più grezzi fanno sì che la maggior parte del pubblico si orienti verso le tracce di maggior successo, ma così facendo perdono la grande svolta dell'album... Come la sua curiosa copertina, Upstairs at Eric's rappresenta un paesaggio urbano frammentato, illuminato crudamente e paranoico".
La rivista NME ha inserito Upstairs at Eric's al numero 6 della classifica della critica 1982 per gli album dell'anno, mentre sempre per il 1982 il singolo Only You è stato inserito al numero 7 e Don't Go al numero 14. La rivista Sounds ha inserito l'album nella sua Top 20 del 1982.
Nel 1989 Record Mirror ha posizionato Upstairs at Eric's al numero 35 della sua classifica dei migliori album degli anni Ottanta.

## Tracce

### Edizione LP (1982)
Lato A
1. Don't Go – 3:08 (Clarke)
2. Too Pieces – 3:14 (Clarke)
3. Bad Connection – 3:20 (Clarke)
4. I Before E Except After C – 4:36 (Clarke)
5. Midnight – 4:22 (Moyet)
6. In my Room – 3:52 (Clarke)

Lato B
1. Only You – 3:14 (Clarke)
2. Goodbye 70's – 2:35 (Moyet)
3. Tuesday – 3:22 (Clarke)
4. Winter Kills – 4:06 (Moyet)
5. Bring Your Love Down (Didn't I) – 4:40 (Moyet)

### Edizione CD (1990)
1. Don't Go – 3:08 (Clarke)
2. Too Pieces – 3:14 (Clarke)
3. Bad Connection – 3:20 (Clarke)
4. I Before E Except After C – 4:36 (Clarke)
5. Midnight – 4:22 (Moyet)
6. In my Room – 3:52 (Clarke)
7. Only You – 3:14 (Clarke)
8. Goodbye 70's – 2:35 (Moyet)
9. Tuesday – 3:22 (Clarke)
10. Winter Kills – 4:06 (Moyet)
11. Bring Your Love Down (Didn't I) – 4:40 (Moyet)
12. Situation – 5:45 (Clarke, Moyet)
13. The Other Side of Love – 5:19 (Clarke, Moyet)

## Formazione
- Alison Moyet
- Vince Clarke

## Classifiche
| Classifica (1982)                              | Posizione raggiunta |
| ---------------------------------------------- | ------------------- |
| Regno Unito (indipendente) (MRIB)              | 1                   |
| Regno Unito (ufficiale) (OCC)                  | 2                   |
| Islanda (Dagblaðið Vísir)                      | 3                   |
| Finlandia                                      | 4                   |
| Spagna                                         | 4                   |
| Paesi Bassi (Album Top 100)                    | 9                   |
| Nuova Zelanda                                  | 9                   |
| Australia                                      | 10                  |
| Svezia                                         | 11                  |
| Germania                                       | 14                  |
| Italia (TV Sorrisi e Canzoni)                  | 20                  |
| Stati Uniti (Billboard Top R&B/Hip-Hop Albums) | 37                  |
| Canada (RPM)                                   | 49                  |
| Giappone (Oricon)                              | 78                  |
| Stati Uniti (Billboard 200)                    | 92                  |